# SC Heerenveen
SC Heerenveen (frisiska: SC It Hearrenfean) är en nederländsk fotbollsklubb, som för närvarande spelar i Eredivisie, den högsta nederländska divisionen. 
Klubben, grundad den 20 juli 1920, är belägen i staden Heerenveen. SC Heerenveen klarade att kvalificera sig till gruppspelet i UEFA Champions League säsongen 2000/2001, efter att ha säkrat andraplatsen i Eredivise säsongen 1999/2000. Efter att ha spelat i europeiska cuper många säsonger kan Heerenveen ses som ett av de få lag i Eredivisie som kan utmana tremannaväldet i form av PSV, Feyenoord och Ajax.
Skölden på SC Heerenveens klubbmärke symboliserar Friesland, provinsen där klubben är belägen, och varje hemmamatch på arenan Abe Lenstra föregås av den frisiska nationalsången.
Klubben har en mycket stor supporterskara, trots att Heerenveen är en relativt liten stad med 43 000 invånare.
Klubbordförande var under perioden 1983 till och med september 2006 Riemer van der Velde, det längsta ordförandeskap hos en professionell klubb i Nederländerna.

## Bedrifter
Eredivisie
- Tvåa (1):  2000

Nederländska cupen
- Tvåa (2):  1993, 1997
- Första (1): 2009

## Placering senaste säsonger
| Säsong  | Nivå | Liga       | Placering | Referens | Kommentar           |
| ------- | ---- | ---------- | --------- | -------- | ------------------- |
| 2008/09 | 1    | Eredivisie | 5         | [ 1 ]    |                     |
| 2009/10 | 1    | Eredivisie | 11        | [ 2 ]    |                     |
| 2010/11 | 1    | Eredivisie | 12        | [ 3 ]    |                     |
| 2011/12 | 1    | Eredivisie | 5         | [ 4 ]    |                     |
| 2012/13 | 1    | Eredivisie | 8         | [ 5 ]    |                     |
| 2013/14 | 1    | Eredivisie | 5         | [ 6 ]    |                     |
| 2014/15 | 1    | Eredivisie | 7         | [ 7 ]    |                     |
| 2015/16 | 1    | Eredivisie | 12        | [ 8 ]    |                     |
| 2016/17 | 1    | Eredivisie | 9         | [ 9 ]    |                     |
| 2017/18 | 1    | Eredivisie | 8         | [ 10 ]   |                     |
| 2018/19 | 1    | Eredivisie | 11        | [ 11 ]   |                     |
| 2019/20 | 1    | Eredivisie | x         | [ 12 ]   | Coronaviruspandemin |
| 2020/21 | 1    | Eredivisie | 12        | [ 13 ]   |                     |
| 2021/22 | 1    | Eredivisie | 8         | [ 14 ]   |                     |
| 2022/23 | 1    | Eredivisie |           |          |                     |

## Spelare

### Truppen
Uppdaterad trupp: 2023-10-31
| 13 | Nederländerna | Mickey van der Hart | 13 juni 1994      | Emmen (-23)           |
| 22 | Nederländerna | Bernt Klaverboer    | 26 september 2005 | SC Heerenveen         |
| 23 | Nederländerna | Jan Bekkema         | 9 april 1996      | Straelen (-20)        |
| 44 | Nederländerna | Andries Noppert     | 7 april 1994      | Go Ahead Eagles (-22) |

| 2  | Nederländerna | Denzel Hall       | 22 maj 2001     | Feyenoord (-23)     |
| 4  | Nederländerna | Sven van Beek     | 28 juli 1994    | Feyenoord (-21)     |
| 5  | Polen         | Paweł Bochniewicz | 30 januari 1996 | Górnik Zabrze (-20) |
| 6  | Nederländerna | Syb van Ottele    | 2 februari 2002 | NEC (-21)           |
| 7  | Tyskland      | Mats Köhlert      | 2 maj 1998      | Willem II (-22)     |
| 15 | Irak          | Hussein Ali       | 1 mars 2002     | Örebro SK (-22)     |

| 11 | Nederländerna | Pelle van Amersfoort | 1 april 1996      | Cracovia (-23)    |
| 14 | England       | Charlie Webster      | 31 januari 2004   | Chelsea (-23)     |
| 19 | Sverige       | Simon Olsson         | 14 september 1997 | IF Elfsborg (-22) |
| 21 | Nederländerna | Djenahro Nunumete    | 28 januari 2002   | SC Heerenveen     |
| 26 | Marocko       | Anas Tahiri          | 15 maj 1995       | Cluj (-22)        |
| 28 | Nederländerna | Luuk Brouwers        | 3 maj 1998        | Utrecht (-23)     |
| 33 | Nederländerna | Thom Haye            | 9 februari 1995   | NAC (-22)         |

| 9  | Norge         | Daniel Karlsbakk | 7 april 2003     | Viking (-23)           |
| 17 | Nederländerna | Ché Nunnely      | 4 februari 1999  | Willem II (-23)        |
| 18 | Moldavien     | Ion Nicolaescu   | 7 september 1998 | Beitar Jerusalem (-23) |
| 20 | Norge         | Osame Sahraoui   | 11 juni 2001     | Vålerenga (-23)        |
| 24 | Sverige       | Patrik Wålemark  | 14 oktober 2001  | Feyenoord (-23)        |

Not: Spelare i kursiv stil är inlånade.

### Utlånade spelare
| Nr | Land | Pos | Namn |
| -- | ---- | --- | ---- |

### Tidigare kända spelare
Lista över tidigare kända spelare. Svenskar inte inräknat.
| - Afonso Alves - Daniel Jensen - Jakob Poulsen - Lasse Schöne (Genoa) - Jon Dahl Tomasson - Bonaventure Kalou - Mika Nurmela - Mika Väyrynen - Prince Polley - Georgios Samaras - Reza Ghoochannejhad (PEC Zwolle) - Alfreð Finnbogason (FC Augsburg) - Arnór Smárason (Lillestrøm SK) - Yuki Kobayashi (Waasland-Beveren) - Rob Friend - Arbër Zeneli (Stade de Reims) - Danijel Pranjić (Ayia Napa) | - Oussama Assaidi - Hakim Ziyech (Chelsea) - Roy Beerens (Vitesse) - Paul Bosvelt - Arnold Bruggink - Marten de Roon (Atalanta) - Bas Dost (Eintracht Frankfurt) - Denzel Dumfries (PSV Eindhoven) - Klaas-Jan Huntelaar (Ajax) - Daryl Janmaat (Watford) - Kees Kist - Abe Lenstra - Luciano Narsingh (Feyenoord) - Jeffrey Talan - René van der Gijp - Ruud van Nistelrooy - Goran Popov | - Daniel Berg Hestad - Tarik Elyounoussi (Shonan Bellmare) - Christian Grindheim (FK Haugesund) - Martin Ødegaard (Real Sociedad) - Radosław Matusiak - Arkadiusz Radomski - Tomasz Rząsa - Ioan Andone - Rodion Cǎmǎtaru - Igor Korneev - Filip Đuričić (Sassuolo) - Miralem Sulejmani (Young Boys) - Hans Vonk - Mark Uth (Schalke 04) - Michael Bradley (Toronto FC) |

Nuvarande klubb inom parentes.

### Svenska spelare
SC Heerenveen har haft flera svenska spelare de senaste åren.
- Marcus Allbäck (2000–2002)
- Erik Edman (2001–2004)
- Stefan Selakovic (2001–2005)
- Abgar Barsom (2002–2003)
- Petter Hansson (2002–2007)
- Lasse Nilsson (2005–2007)
- Tom Siwe (juniorspelare) (2005–2008)
- Samuel Armenteros (juniorspelare) (2006–2009)
- Patrik Ingelsten (2009–2010)
- Viktor Elm (2009–2012)
- Philip Haglund (2010–2011)
- Kristoffer Nordfeldt (2012–2015)
- Sam Larsson (2014–2017)
- Viktor Noring (2014–2015)
- Simon Thern (2015–2018)
- Rami Hajal (2018–)
- Benjamin Nygren (2020–2022)
- Rami Kaib (2021-2023)
- Simon Olsson (2022-)
- Hussein Ali (2023-)
- Patrik Wålemark (2023-)